# Campeonato Panamericano de Béisbol Sub-18 de 2016
El XII Campeonato Panamericano de Béisbol Sub-18 de 2016 fue una competición de béisbol internacional disputada en Monterrey (México), del 5 al 14 de septiembre. El torneo fue organizado por la Federación Mexicana de Béisbol y otorgó cuatro cupos a la Copa del Mundo de Béisbol Sub-18 de 2017
La selección de Estados Unidos se coronó campeón luego de vencer en la final a la selección de Cuba. El torneo no disputó semifinales por afectaciones de un equipo, debido a las lluvias.

## Sedes
| Monterrey                    | Monterrey                             |
| ---------------------------- | ------------------------------------- |
| Estadio de Béisbol Monterrey | Ciudad Deportiva Monterrey Nuevo León |
|                              |                                       |

## Participantes
Inicialmente doce equipos anunciaron su participación en el torneo, pero las selecciones de Argentina, Bahamas, Honduras, Venezuela desistieron, por lo que quedaron ocho selecciones:
- Brasil
- Colombia
- Cuba
- Estados Unidos
- Honduras
- México
- Nicaragua
- Panamá

## Sistema de competición
El torneo contará con tres fases divididas de la siguiente manera:
- Primera ronda: Los ocho participantes jugaron una ronda de grupo, clasificando los cuatro primeros a la fase final del torneo.

- Finales: El equipo que finalizó en el 1° lugar se enfrentó ante el equipo del 2° lugar por la medalla de oro y plata, mientras el 3° y 4° lugar se enfrentaron por la medalla de bronce.

## Ronda de apertura
Disputada del 30 de septiembre al 6 de octubre, en siete jornadas.
| Equipo         | G | P | Av    | Dif |
| -------------- | - | - | ----- | --- |
| Estados Unidos | 6 | 1 | 0.000 | -   |
| Cuba           | 6 | 1 | 0.000 | -   |
| Nicaragua      | 5 | 2 | 0.000 | 1   |
| México         | 4 | 3 | 0.000 | 2   |
| Panamá         | 3 | 4 | 0.000 | 3   |
| Colombia       | 2 | 5 | 0.000 | 4   |
| Brasil         | 2 | 5 | 0.000 | 4   |
| Honduras       | 0 | 7 | 0.000 | 7   |

     – Disputaron el título panamericano sub-15.

     – Disputaron el tercer lugar.

     – Quedan eliminados.

### Resultados
Fuente:
| Fecha            | Visitante      | Resultado | Local          |
| ---------------- | -------------- | --------- | -------------- |
| 30 de septiembre | Nicaragua      | 10-3      | Colombia       |
| 30 de septiembre | Estados Unidos | 11-1(7i)  | Panamá         |
| 30 de septiembre | Cuba           | -         | Honduras       |
| 30 de septiembre | Brasil         | 1-2       | México         |
| 1 de octubre     | Estados Unidos | 5-4       | Panamá         |
| 1 de octubre     | México         | 5-4       | Colombia       |
| 1 de octubre     | Panamá         | 9-1       | Honduras       |
| 1 de octubre     | Nicaragua      | 2-0       | Brasil         |
| 2 de octubre     | Honduras       | 1-23(5i)  | Estados Unidos |
| 2 de octubre     | Brasil         | 5-4       | Colombia       |
| 2 de octubre     | Cuba           | 4-3       | Panamá         |
| 2 de octubre     | México         | 1-3       | Nicaragua      |
| 3 de octubre     | Panamá         | 5-8       | Colombia       |
| 3 de octubre     | Cuba           | 13-0(7i)  | Brasil         |
| 3 de octubre     | Estados Unidos | 5-6       | Nicaragua      |
| 3 de octubre     | Honduras       | 4-26(7i)  | México         |
| 5 de octubre     | Estados Unidos | 6-0       | Colombia       |
| 5 de octubre     | Panamá         | 2-0       | Brasil         |
| 5 de octubre     | Honduras       | 0-7       | Nicaragua      |
| 5 de octubre     | Cuba           | 5-3       | México         |
| 6 de octubre     | Colombia       | 16-0      | Honduras       |
| 6 de octubre     | Brasil         | 0-10      | Estados Unidos |
| 6 de octubre     | Nicaragua      | 0-2       | Cuba           |
| 6 de octubre     | México         | 2-3(10i)  | Panamá         |
| 7 de octubre     | Cuba           | 9-1       | Colombia       |
| 7 de octubre     | Honduras       | 3-9       | Brasil         |
| 7 de octubre     | Panamá         | 2-5       | Nicaragua      |
| 7 de octubre     | Estados Unidos | 1-2       | México         |

## Final
Fuente:
| Equipo         | 1 | 2 | 3 | 4 | 5 | 6 | 7 | 8 | 9 | C | H | E |
| -------------- | - | - | - | - | - | - | - | - | - | - | - | - |
| Cuba           | 0 | 0 | 0 | 0 | 0 | 0 | 0 | 1 | 0 | 1 | 1 | 1 |
| Estados Unidos | 0 | 3 | 0 | 0 | 0 | 0 | 2 | 1 | X | 6 | 8 | 1 |

LG: Hans Crouse  LP: Yosimar Cousin  

## Posiciones finales
La tabla muestra la posición final de los equipos, y la cantidad de puntos que sumaran al ranking WBSC de béisbol masculino.
| Pos                            | Equipo         | Record | Ranking |
| ------------------------------ | -------------- | ------ | ------- |
|                                | Estados Unidos | 7-1    | 50      |
|                                | Cuba           | 6-2    | 44      |
|                                | México         | 5-3    | 37      |
| 4°                             | Nicaragua      | 5-3    | 31      |
| Eliminados en la primera ronda |                |        |         |
| 5°                             | Panamá         | 3-4    | 24      |
| 6°                             | Brasil         | 2-5    | 18      |
| 7°                             | Colombia       | 2-5    | 11      |
| 8°                             | Honduras       | 0-7    | 5       |